# Okskaja
Okskaja (ros. Окская) – stacja linii Niekrasowskiej metra moskiewskiego, znajdująca się w południowo-wschodnim okręgu administracyjnym Moskwy w rejonie Riazańskim (ros. Рязанский). Otwarcie miało miejsce 27 marca 2020 roku w ramach inauguracji odcinka między stacjami Lefortowo – Kosino.
Stacja dwunanowa typu płytkiego kolumnowego z dwoma peronami bocznymi położona jest na głębokości 21 metrów. Projekt architektoniczny opracowało biuro „Lenmietrogiprotrans” (ros. ОАО «Ленметрогипротранс») z Petersburga.
Osią wystroju jest kolor niebieski, nawiązujący do rzeki Oki, od której przystanek czerpie swą nazwę. Układ przestrzenny w dużej mierze przypomina poprzednią stację Jugo-Wostoczną. Główną dekoracją peronów jest sufit wykończony ciemnoniebieskimi panelami aluminiowymi, pod którym zawieszono pierścienie świetlne o średnicy około pięciu metrów. Dynamiczna kompozycja taśm ledowych ma przywodzić na myśl kręgi mieniące się na płynącej rzece. Posadzki wyłożono jasnoszarym granitem syberyjskim. Na ścianach bocznych umieszczono napis z nazwą stacji z powiększoną literą O, w którą wkomponowano ławkę. W międzytorzu znajduje się ciemnoszara ściana, w której wykuto w regularnym rytmie prostokątne otwory.
Przystanek posiada cztery wejścia/wyjścia. Wyjście numer 1 znajduje się w północno-zachodnim narożniku skrzyżowania ulic Okskiej i Pierwej Nowokuźmińskiej, wyjścia numer 2 – 3 w południowo-zachodnim i północno-zachodnim narożniku skrzyżowania ulic Okskiej, Papiernika i Prospiektu Riazańskiego, a wyjście numer 4 w południowo-wschodnim narożniku skrzyżowania ulic Okskiej i Prospiektu Riazańskiego.
Zakładany potok pasażerski to 17,2 tys. osób na godzinę.